# Nedansjö IK
Nedanjö IK är en idrottsklubb från Nedansjö, ca 28 km väster om Sundsvall, Medelpad.
Nedansjö IK bildades 1933. Under första verksamhetsåret fanns 5 olika sektioner; fotboll, skidor, friidrott, bandy och gymnastik.
Sedan dess har det även bedrivits verksamhet inom orientering, bordtennis, bågskytte, rodd, skytte, skidskytte, backhoppning och nordisk kombination.
Ett elljusspår anlades 1973 och fotbollsplanen, Nedansjö IP, 1986. Vid Nedansjö IP, på Borgbergets nordsluttning, fanns också en backhoppningsbacke. Föreningen äger även Bystugan i Nedansjö, samt dansbanan Vårbacken. Den sistnämnda var under en tid föreningens största inkomstkälla med ett publikrekord på 1 235 inlösta personer i slutet på 1970-talet.

## Backhoppning och Nordisk kombination
Backhoppningen och nordisk kombination hade ett stort intresse på 70 och 80-talet. Klubbens Martin Rudberg vann SM-guld i nordisk kombination 1979, 1980 och 1982. Tävlande för Nedansjö IK har även vunnit SM-titlar på ungdomssidan under denna tid.

## Fotboll
Nedansjö IK spelade fram till och med säsongen 2012 med ett eget representationslag, men på grund av spelarbrist deltog de under säsongerna 2013 och 2014 i seriespel tillsammans med Stöde IF. 2015 var fotbollsverksamheten vilande. 2016 startade klubben åter upp sin fotbollsverksamhet, och spelar nu i division 5 Medelpad. 
Som bäst har Nedansjö IK Fotboll spelat i division 4 Medelpad, vilket har skett vid fyra tillfällen. Första gången 1992, och senast säsongen 2010.

## Längdskidåkning
Idag bedrivs inom ramen för skidsektionen verksamhet i så kallad idrottslek, där man i tidig ålder försöker fånga upp barn och ungdomars intresse för att röra sig och prova sig fram till en aktivitet som passar dem. Aktiviteter som ingår är bland annat längdskidor, gymnastik, friidrott, innebandy, skridskoåkning och bordtennis. 

## Övrig verksamhet
I klubbens lokal Bystugan finns ett gym, och klubben driver även en ishockeyrink för spontanidrott.
Under sommaren arrangeras motionsloppet Nedansjöloppet.